# Lutzomyia aulari
Lutzomyia aulari är en tvåvingeart som beskrevs av Feliciangeli M. D., Ordoñez R., Manzanilla P. 1984. Lutzomyia aulari ingår i släktet Lutzomyia och familjen fjärilsmyggor.
Artens utbredningsområde är Venezuela. Inga underarter finns listade i Catalogue of Life.